# Bill Öhrström

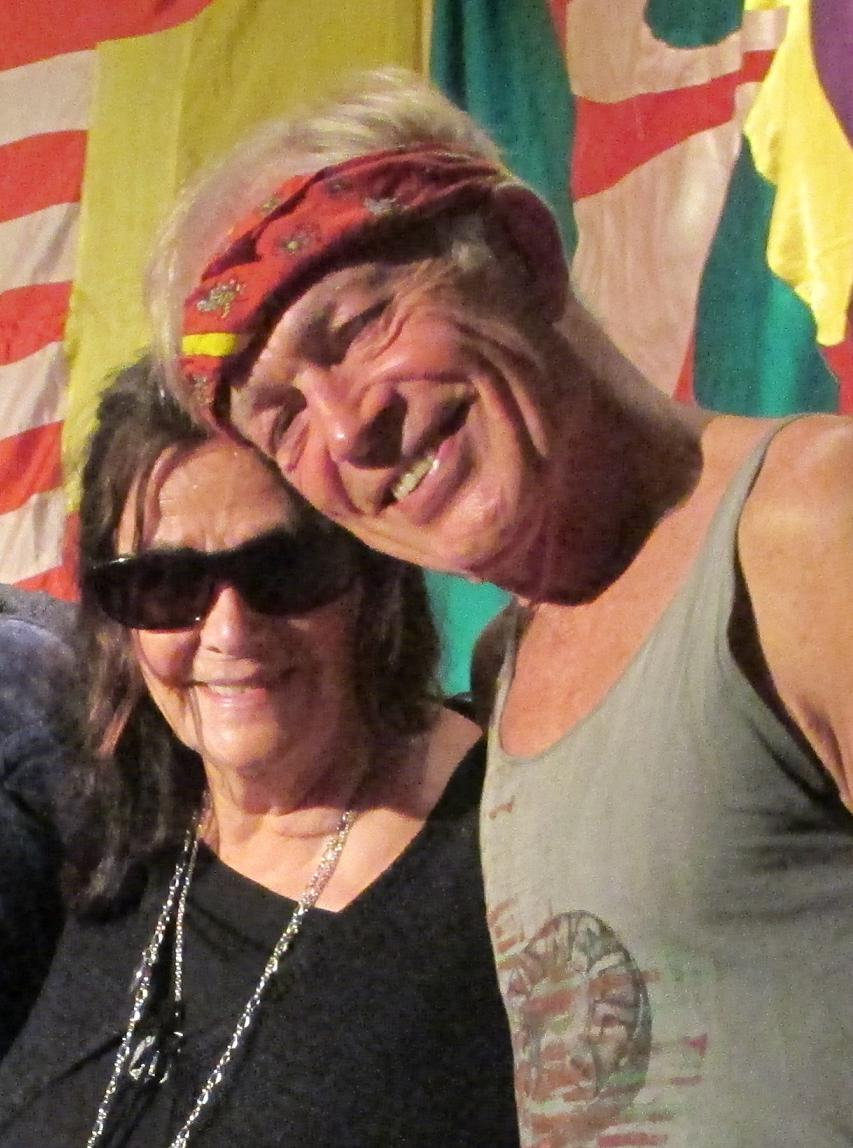
Öhrström med Jane Sannemo, ensemblekollega från 1968, efter ett Hair-framträdande i Stockholm 2015.

Bill Göran Fredrik Öhrström, född 2 april 1943 i Bromma församling, är en svensk musiker, huvudsakligen bluesmusiker, och tidigare fotomodell.
Han har spelat med bland andra Jukka Tolonen och Mikael Ramel. Han startade klubben Filips i Stockholm på 1960-talet. Bill Öhrström spelade munspelssolot i Kents låt "Kevlarsjäl".
Han gifte sig 1977 med skådespelerskan Mona Seilitz. Han var även gift med Lisa Ekdahl och de har en son tillsammans född 1994.

## Teater

### Roller
| År   | Roll | Produktion                                      | Regi            | Teater       |
| ---- | ---- | ----------------------------------------------- | --------------- | ------------ |
| 1968 |      | Hår James Rado, Gerome Ragni och Galt MacDermot | Pierre Fränckel | Scalateatern |